# Alpes 1
 (janvier 2018).
Alpes 1 est une station de radio de catégorie B appartenant à Espace Group, dont le siège est à Lyon. L'actionnariat majoritaire est composé de Christophe Mahé (PDG d'Espace Group) et du Crédit Mutuel. Elle est diffusée depuis les studios de Gap et ceux de Lyon, les deux antennes étant complètement distinctes.

## Présentation
Alpes 1 est une radio d'info généraliste proposant des émissions, des journaux d'informations locales, des interviews d'acteurs et d'actrices économique et politiques locales, ainsi que de la musique dans les Alpes du Sud (Hautes-Alpes et Alpes-de-Haute-Provence), 
En Isère et en Drôme, Alpes 1 est essentiellement une radio musicale, proposant des flashs d'informations le matin et le soir.
La station a été créée par Jean-Marc Passeron à Gap en 1993 avant d'être revendue à Gérard Louvin en 2000, puis à Espace Group en 2004 . L'antenne de Grenoble est lancée le 14 février 2000.
Alpes 1 Alpes du Sud est la première radio locale des Alpes du Sud, en audience et en durée d’écoute, depuis plusieurs années selon l'institut Médiamétrie. Elle est également régulièrement la première radio des Alpes du Sud, toutes catégories confondues, comme en 2010[source insuffisante], 2011, 2014[source insuffisante], 2014[source insuffisante], et 2016[source insuffisante],.
Espace Group détient Radio Espace (Lyon), Jazz Radio (national), M Radio (national), Virage Radio (Lyon et Grenoble), La Radio plus (Alpes du Sud, Alpes du Nord et Suisse), ODS Radio (Alpes du Nord), Générations (Île-de-France), RVA (Auvergne), et les stations Virgin Radio et RFM (en régie exclusive). 
Elle est membre des Indés Radios et du SIRTI.

## Diffusion
Alpes 1 utilise plusieurs moyens pour transmettre ses programmes, notamment la FM et la diffusion sur internet. Le site internet permet d'écouter en streaming (en direct) et propose de nombreux podcasts gratuits.

### Isère
- Grenoble : 101.6

### Hautes-Alpes et Alpes de Haute-Provence
- Allos : 102.5
- Barcelonnette : 97.5
- Digne-les-Bains : 91.5
- Manosque : 87.8
- Sisteron : 91.6
- Briançon : 102.6
- Embrun : 99.2
- Gap : 90.9
- L'Argentière-la-Bessée : 100.0
- Laragne : 90.0
- Risoul : 104.0
- Saint-Étienne-en-Dévoluy : 91.6
- Saint-Véran : 90.8

### Drôme
- Châtillon-en-Diois : 93.4
- Die : 92.9